# Rigathi Gachagua
Rigathi Gachagua, né le 28 février 1965 à Ruguru, est un homme politique et homme d'affaires kényan. Il est le vice-président du Kenya de 2022 à 2024.
Technocrate discret ayant fait carrière dans l'administration publique, puis dans le secteur privé, il est élu député en 2017 avant de participer à l'élection présidentielle de 2022 en tant que colistier de William Ruto, qui sera élu président.
Détenteur d'une fortune estimée à 800 millions de shillings kényans, il est régulièrement accusé de corruption et de détournement de fonds par la justice kényane.

## Biographie

### Famille et formation
Geoffrey Rigathi Gachagua naît en 1965 dans le village de Ruguru, dans le comté de Nyeri,, dans une famille de l'ethnie kikuyu. Il est le 8e d'une fratrie de 9 enfants. Avant sa naissance, dans les années 1950, ses parents participent à la révolte des Mau Mau dans les forêts du mont Kenya. Son père, un technicien ayant grandi dans un village colonial, entretien alors les armes des Mau Mau, tandis que sa mère leur apporte de la nourriture et des munitions.
Par la suite, sa famille investit dans l'industrie hôtelière. L'un de ses frères, Nderitu Gachagua, sera député de Mathira et premier gouverneur du comté de Nyeri, avant de mourir en fonction en 2017.
Après avoir suivi son éducation secondaire à Kirinyaga, Rigathi Gachagua étudie à l'université de Nairobi, où il décroche une licence en administration et littérature en 1987.

### Carrière dans l'administration
En 1987, juste après avoir reçu son diplôme, il devient l'assistant personnel et le secrétaire adjoint de Davidson Ngibuini, alors ministre de l'Intérieur et du Patrimoine national. Puis il devient l'assistant de Philip Mbithi, chef de la fonction publique dans le gouvernement de Daniel Moi.
Il fait ensuite carrière dans l'administration provinciale, devenant district officer (chef de canton) et travaillant dans plusieurs comtés du Kenya entre 1990 et 1999, notamment à Laikipia, Kakamega et Kirinyaga,. Il sera plus tard accusé d'avoir régulièrement abusé de son pouvoir pendant cette période par des opposants lors de l'élection présidentielle de 2022.
De 2001 à 2006, il est l'assistant personnel d'Uhuru Kenyatta, alors député, ministre, puis candidat à l'élection présidentielle de 2002. Sa famille étant à l'époque fortement en faveur du président Mwai Kibaki, cette position créée de fortes tensions entre lui et ses proches.
En 2006, il quitte sa carrière dans l'administration publique pour devenir le CEO de la Ridor Group of Companies.

### Carrière politique

#### Débuts
En 2013, il devient l'assistant de son frère Nderitu Gachagu, gouverneur du comté de Nyeri, jusqu'à la mort de ce dernier en février 2017. Son frère étant malade durant toute la durée de son mandat, Rigathi Gachagua devient alors la personne la plus puissante du comté.
En 2017, à la faveur du désistement de son autre frère, James Reriani, il est élu pour la première fois député, dans la circonscription de Mathira (Province centrale),. Il se construit alors une réputation de « redoutable débatteur ».
Début 2022, lorsque la relation entre le président Uhuru Kenyatta et le vice-président William Ruto se détériore, il abandonne le président (qu'il soutenait jusqu'alors) et affiche son soutien pour William Ruto en rejoignant le parti de ce dernier, l'Alliance démocratique unie (en). Il organise alors la fronde contre le président, aux côtés de plusieurs députés du mont Kenya.
En mai 2022, William Ruto le choisit pour être son colistier durant l'élection présidentielle. Rigathi Gachagua étant à l'époque peu connu du grand-public, ce choix provoque la surprise parmi les commentateurs politiques kényans.

#### Vice-président du Kenya

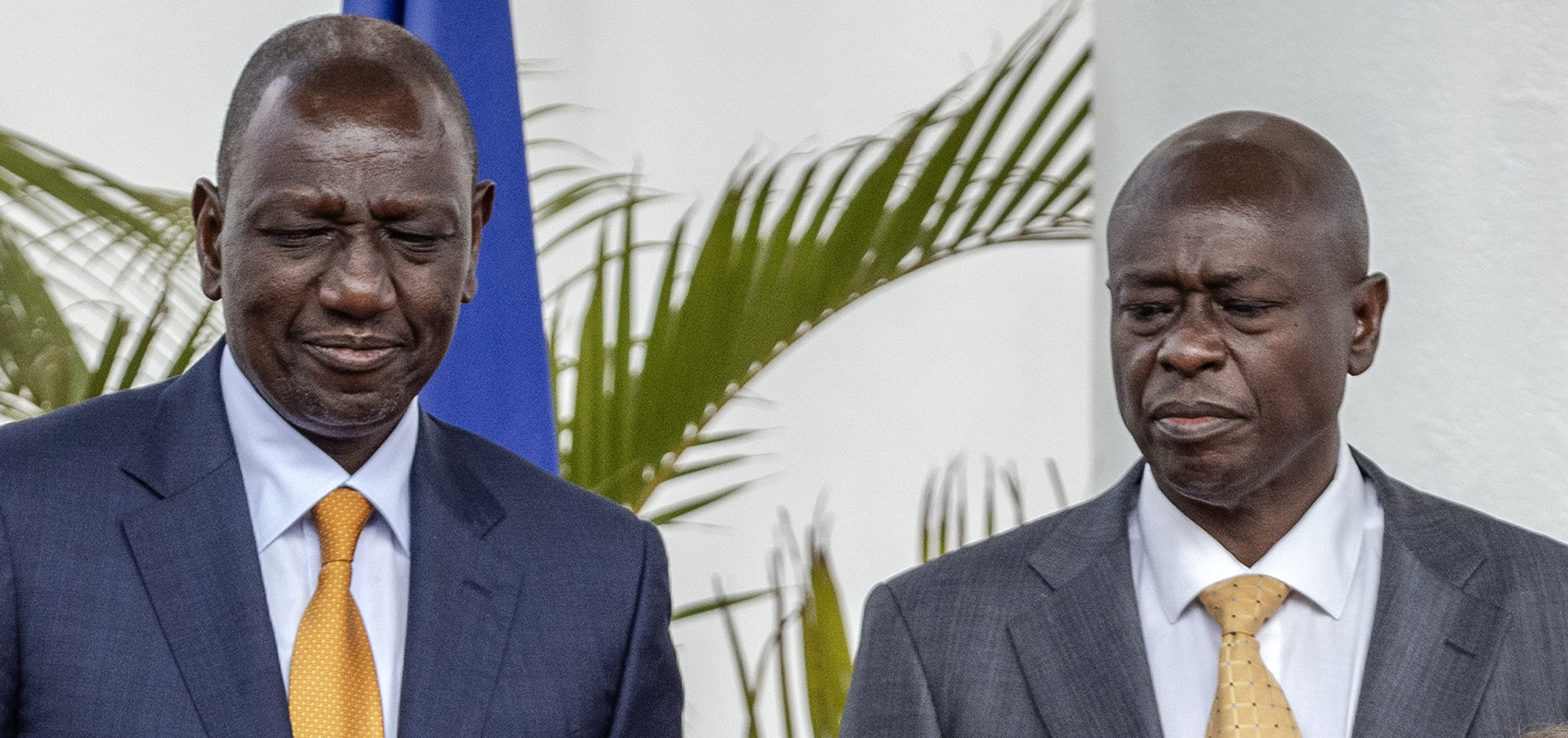
Rigathi Gachagua (à droite) avec le président William Ruto en 2023.

Après la victoire de William Ruto à l'élection présidentielle d'août 2022, Rigathi Gachagua prête serment le 13 septembre en tant que vice-président du Kenya. Il n'hésite alors pas à critiquer la gestion de son ancien allié, le président Uhuru Kenyatta, affirmant que celui-ci aurait laissé une « économie délabrée » à son successeur.
En tant que vice-président, il dispose d'un important pouvoir sur la nomination des membres du gouvernement. Les postes ministériels sont ainsi prioritairement attribués à des membres de l'alliance Kenya Kwanza, en fonction de leur poids politique. Rigathi Gachagua focalise également son attention sur la région du mont Kenya, principale réserve de voix pour William Ruto lors de l'élection de 2022, permettant à plusieurs personnalités politiques de cette région de rejoindre le gouvernement.
Plusieurs de ses annonces et décisions créées la polémique. Ainsi dès septembre 2022, il suscite l'inquiétude en disant vouloir permettre aux agriculteurs kényans de transformer les forêts publiques en champs pour y cultiver du maïs, alors que William Ruto est en plein voyage international pour promouvoir son programme environnemental,. Début 2023, il entreprend de combattre l'alcoolisme en imposant des règles plus strictes aux bars et négociants d'alcool, notamment dans la région du mont Kenya, où un seul établissement par commune est autorisé à vendre de l'alcool. Cette décision est vivement critiquée par les professionnels du secteur, mais saluée par des personnalités religieuses,.
Partisan d'une ligne dure face aux opposants du gouvernement, il rejette l'idée d'entamer un dialogue en juillet 2023 avec des manifestants antigouvernementaux menés par Raila Odinga, alors que cette idée est soutenue par les autorités religieuses,. Gachagua critique ensuite ouvertement le président Ruto.
En octobre 2024, une motion de destitution, signée par 291 députés (sur 349), est déposée à l'Assemblée nationale. Signée par les députés de la majorité présidentielle, le texte accuse Gachagua d'avoir compromis « l'unité nationale », d'avoir critiqué une décision de justice à son encontre et de corruption. La motion est jugée recevable par le président de l'Assemblée. Elle est adoptée le 8 octobre par 281 voix pour contre 44. Le 15 octobre, la Haute Cour rejette la demande d'annulation de la procédure déposée par Rigathi Gachagua. Le 16 octobre, la destitution est débattue au Sénat. Le lendemain, Bachagua est hospitalisé pour de « fortes douleurs thoraciques », quelques heures avant le vote prévu de la chambre haute. Le président du Sénat, Amason Kingi (en), suspend la séance en conséquence jusqu'à 17 h. Cependant, le Sénat procède bien au vote de sa destitution dans la soirée,. Alors qu'il dispose de 14 jours pour lui trouver un successeur, le président Ruto le fait dès le lendemain matin en nommant Kithure Kindiki (en), son ministre de l'Intérieur et ancien avocat devant la Cour pénale internationale. Le 18 octobre, La Haute Cour suspend la destitution du vice-président et interrompt le processus de sa succession, en attendant la décision sur les recours portés par Gachagua contre sa destitution. Le 28 octobre, Rigathi Gachagua dépose une requête auprès de la Cour d'appel, visant à mettre un terme à la procédure de destitution en cours devant la Haute Cour.

## Vie personnelle
Rigathi Gachagua est marié à Dorcas Gachagua, pasteure au sein du mouvement évangélique. Ils ont ensemble deux enfants.

## Fortune
En juillet 2022, Rigathi Gachagua annonce lors d'un débat que sa fortune s'élève à 800 millions de shillings kényans, une somme sous-évaluée selon ses opposants. Il s'est notamment enrichi en utilisant son réseau politique pour obtenir des contrats publics, devenant ainsi un « tenderpreneur (en) », gagnant des appels d'offres (invitation to tender) lui ayant rapporté près de 12 milliards de shillings kényans.

## Problèmes judiciaires
En juillet 2021, Rigathi Gachagua est arrêté par la justice kényane, soupçonné d'avoir engrangé de manière douteuse 60 millions de dollars aux côtés de huit autres personnes entre 2013 et 2020. Il est alors accusé de « blanchiment d'argent, acquisition frauduleuse de biens publics et conflits d'intérêts ». Clamant son innocence, il est libéré sous caution,. Les investigations révèlent alors que Rigathi Gachagua est le propriétaire de 49 entreprises et de 33 comptes bancaires, par lesquels ont transité plus de 100 millions d’euros entre 2013 et 2017. Plusieurs de ces comptes ont été gelés par la justice.
Selon une enquête de l'Assets Recovery Agency, une institution publique luttant contre les détournements de fonds, Rigathi Gachagua aurait ainsi crée « un schéma complexe de détournement d’argent » en utilisant ses multiples entreprises et comptes bancaires. En juillet 2022, 10 jours avant l'élection présidentielle, la justice kényane lui demande de rendre à l'État une somme d'1,7 million de dollars retrouvée sur ses comptes. Critiquant le déroulement du procès, il fait appel de cette décision.
En novembre 2022, deux mois après qu'il soit devenu vice-président du Kenya, le tribunal anti-corruption de Nairobi abandonne finalement les charges pesant contre lui pour manque de preuves. Cette décision, arrivant dans un contexte particulier, est fortement critiquée : en effet, plusieurs alliés politiques du président William Ruto poursuivis pour corruption ont eux-aussi vu les charges pesant contre eux être abandonnées pour les mêmes raisons,. S'estimant victime de « persécution » par la justice, Rigathi Gachagua estime qu'il a été visé pour son soutien à William Ruto.